# Verbascum gnaphalodes
Verbascum gnaphalodes är en flenörtsväxtart som beskrevs av Friedrich August Marschall von Bieberstein. Verbascum gnaphalodes ingår i släktet kungsljus, och familjen flenörtsväxter. Inga underarter finns listade i Catalogue of Life.